# Seppellimento di santa Lucia
Il Seppellimento di Santa Lucia è un dipinto di Caravaggio, a olio su tela (408×300 cm), esposto sull'altare del Santuario di Santa Lucia al Sepolcro a Siracusa.

## Storia
Il dipinto fu realizzato successivamente all'ottobre del 1608, dopo la rocambolesca evasione dal carcere di Malta dove Caravaggio era rinchiuso e l'arrivo a Siracusa dove forse egli grazie all'amico pittore siracusano Mario Minniti, conosciuto a Roma nella bottega del pittore siciliano Lorenzo Carli, ottenne di poter lavorare come pittore per il Senato siracusano. Il quadro fu realizzato da Caravaggio come pala per l'altare maggiore della basilica di Santa Lucia al Sepolcro (o fuori le mura), nel sito ove secondo la tradizione la santa fu martirizzata e sepolta.

### Gli spostamenti della tela
La tela ha subito diversi spostamenti rispetto alla sua collocazione originaria. Dapprima era esposto al Museo Bellomo, poi nel 2005 spostato per essere sottoposto ad un nuovo restauro. Subito dopo viene concesso temporaneamente per la mostra Caravaggio e l’Europa al Palazzo Reale di Milano. Nell'aprile del 2006 il dipinto viene nuovamente sottoposto ad indagini radiografiche e a restauro. Nel 2009 la tela viene spostata presso la Chiesa di Santa Lucia alla Badia in piazza Duomo a causa di un restauro della chiesa in cui era custodito. Il quadro vi rimane sino al 2020 quando viene trasferito al Museo d'arte moderna e contemporanea di Trento e Rovereto, per poi tornare al Santuario di Santa Lucia al Sepolcro.

## Descrizione

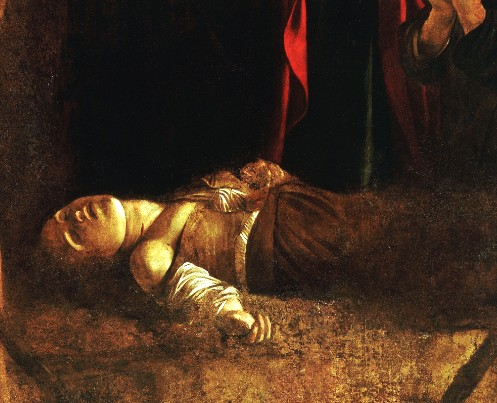
Particolare del dipinto: la martire Lucia

Fra i dipinti realizzati in Sicilia, secondo Roberto Longhi, è il più antico, ma anche quello più rovinato, più facilmente leggibile grazie alle copie, come quella del Collegio dei Gesuiti a Siracusa e della chiesa di San Pietro a Palestrina. La scena sembra ambientata all'ingresso delle latomie (Marini ritiene nella latomia dei 'Cordari') o, più verosimilmente, negli ambienti sotterranei e bui delle catacombe sottostanti la chiesa di Santa Lucia al Sepolcro per la quale il dipinto fu eseguito, e nelle quali si trova il sepolcro della martire. Due enormi becchini in primo piano stanno cominciando a scavare la fossa, mentre, rimpiccioliti e quasi stampati sullo sfondo rotto solo da un arco cieco (facilmente interpretabile come richiamo all'arcosolio dentro cui si trova la tomba della santa), stanno gli astanti al funerale, con il vescovo che benedice la santa morta.
La santa presenta una ferita da taglio sul collo, ma se si osserva da vicino la trama della pittura, in un primo momento la testa appariva staccata. La drammaticità della scena è conferita, oltre che dalla riduzione delle dimensioni dei personaggi, dalla luce: non più orientata e uniforme come nelle opere del periodo romano, ma più drammatica, del colore del sangue e assumente tragici guizzi che quasi cancellano le figure; la parete di fondo solcata dall'arco cieco, poi, rende il tutto ancora più opprimente. Il pensiero di ridurre nello spazio rappresentato le misure degli uomini che vengono sovrastati dalle gigantesche mura è per Longhi un rapporto inedito nella pittura italiana" già pronto per il Rembrandt incisore".
Sembra quasi che il pittore non voglia far sovvenire in chi guarda il martirio glorioso, ma solo la cupa realtà di un funerale, di cui i becchini sono i veri protagonisti. Secondo Lionello Venturi i due " enormi becchini in primo piano" servono per concentrare lo sguardo dello spettatore sul volto della morta che ricorda quello livido della Madonna nella grande Pala poi rifiutata di San Maria della Scala
Il motivo, poi, per cui Caravaggio scelga questo tema è semplice: su di lui pesava il bando capitale ed era in continua fuga per sfuggirne, ma l'incubo di finire giustiziato faceva sì che egli dipingesse, ossessivamente, scene di morte violenta.